# 1299

## Esdeveniments
Països Catalans
- Jaume de Mallorca (fill de Jaume II) renuncia a la corona per a fer-se frare franciscà
- Inici de construcció de la catedral gòtica de Solsona

Resta del món
- Fundació de l'Imperi Otomà
- Màxim, metropolità de Kíev, primer metropolità de tota Rússia
- Inici del regnat de Håkon V, que consolidarà Oslo com a capital del regne de Noruega
- David VIII, rei de Geòrgia, és deposat i durant uns mesos substituït pel seu germà. David VIII recupera el tron el mateix any i hi roman fins al 1301.
- 19 de juny - Felip IV de França i Eduard I d'Anglaterra signen la pau al Tractat de Montreuil
- 2 de juliol - Bardelló Bonacolsi, rector i capità general perpetu de Màntua, és deposat i forçat a abdicar
- 3 i 4 de juliol - Batalla naval del cap d'Orlando entre la Corona d'Aragó i el Regne de Sicília
- 1 de desembre - Batalla de Falconara entre el Regne de Sicília i el Regne de Nàpols
- 22 i 23 de desembre - Batalla de Wadi al-Khazandar entre l'Il-kanat i el Soldanat Mameluc.

## Naixements
- Alfons III el Benigne, sobirà de la Corona d'Aragó
- Maria d'Aragó i d'Anjou, princesa d'Aragó
- Arnau Roger II de Pallars-Mataplana, futur comte de Pallars
- Dimitri de Tver, futur Gran Príncep de Vladimir
- Nicolas d'Autrécourt, filòsof nominalista francès
- Ténoch, futur Hueyi tlatoani (emperador asteca)

## Necrològiques
- 16 de gener - Al-Mansur Lajin, soldà mameluc
- 17 de maig - Daumantas de Pskov, príncep lituà, sant per l'Església Ortodoxa
- 15 de juliol - Erik II, rei de Noruega
- 10 de novembre - Joan I d'Holanda, comte d'Holanda
- 31 de desembre - Margarida d'Anjou, princesa de Nàpols i comtessa d'Anjou
- Àlvar II d'Àger, vescomte d'Àger
- Conrad Llança, militar sicilià
- Nogai Noyan, dirigent de l'Horda d'Or